# Hubertus Lehner
Hubertus Karl Rudolph Lehner (* 17. April 1907 in Griesel, Kreis Crossen an der Oder; † 22. Oktober 2006 in Heidgraben) war ein deutscher Kunsterzieher und Maler.

## Leben
Lehner wurde im elterlichen Forsthaus geboren, seine Vorfahren waren Generationen lang Bauern und Forstleute. Schon früh begann er – auch angeregt durch den (naiv) malenden Vater – zu zeichnen und zu malen.
Nach dem Abitur 1925 in Schwiebus hörte Lehner zunächst ein Semester in Wien Philosophie und Kunstgeschichte. Anschließend studierte er sechs Semester 1926 bis 1929 an der Staatlichen Akademie für Kunst und Gewerbe Breslau. Hier  konnte Lehner sich mit so gegensätzlichen Lehrern wie Alexander Kanoldt, einem Hauptvertreter der „Neuen Sachlichkeit“, und Otto Mueller, Mitglied der Künstlergemeinschaft Die Brücke, auseinandersetzen. Lehner half dort auch beim Druck von Muellers „Zigeunermappe“.
1930 war Lehner für zwei Semester an der Kunst- und Werkschule in Düsseldorf eingeschrieben. Diese Studienphase beschloss er mit seinem Werklehrerexamen. 1931 verbrachte er sein Prüfungssemester in Berlin, wo er unter anderem von Georg Tappert und Erich Heckel unterrichtet wurde. In Berlin legte Lehner sein Kunsterzieherexamen ab. Für ein halbes Jahr war Lehner anschließend Assessor in Schwiebus. 1933 wurde er Assessor an der Staatlichen Oberschule für Knaben und Mädchen in Jastrow, Kreis Deutsch Krone, später Herderschule, genannt. Hier, in der pommerschen Provinz, konnte er unbehelligt von den Nationalsozialisten künstlerisch und pädagogisch tätig sein. Der Schule war ein Internat für auswärtige Schüler angegliedert, und Lehner wurde mit der Heimleitung betraut. Neben dem Kunst- und Werkunterricht leitete er eine Segelflugzeugbau-Arbeitsgemeinschaft mit Schülern.
Im März 1939 heiratete er seine ehemalige Schülerin Gisela Felde. Sie bezogen einen kleinen Bauernhof, wo beide landwirtschaftlich tätig waren. Dort wurden seine drei ältesten Kinder geboren. Lehner unterrichtete neben der Bewirtschaftung seines Hofes Kunst, Werken, Sport und Turnen an der Schule in Jastrow. Diese Lebensphase wurde durch den Kriegsdienst abgebrochen.
1946 wurde Lehner aus der Gefangenschaft entlassen und traf mit seiner inzwischen geflüchteten Familie in Lorsch zusammen. Dort wurde 1947 sein viertes Kind geboren. Eine Vielzahl von Auftragsarbeiten entstand, häufig in gemeinsamer künstlerischer Produktion der Eheleute, zum Beispiel Industriedesign, Keramiken, Kunstgewerbliches usw.
Ab 1952 unterrichtete Lehner wieder als Kunsterzieher und Sportlehrer, diesmal am Ludwig-Meyn-Gymnasium in Uetersen, Kreis Pinneberg, Schleswig-Holstein. Hier entstand eines seiner bekanntesten Bilder, „Der Harlekin oder des Königs Schatten“, für das ihm ein Schüler im Kostüm einer Schulaufführung Modell saß. 1954 zog auch seine Familie nach Norden und 1956 wurde sein fünftes Kind geboren. Bis 1974 unterrichtete Lehner an der Uetersener Ludwig-Meyn-Schule viele Schülergenerationen. Nun folgten die Einzelausstellungen und Ausstellungsbeteiligungen (häufig gemeinsam mit seiner ebenfalls malenden Ehefrau) zeitweise dicht aufeinander und sein Heidgrabener Atelier wurde Treffpunkt für Kunstgespräche mit Gästen, darunter viele ehemalige Schüler. Mit dem Berliner Künstler-Ehepaar Alice Brasse-Forstmann und Otto Adolf Brasse verband beide Lehners eine lebenslange künstlerische Freundschaft. Zahlreiche Reisen führten ihn ins Ausland, besonders nach Dänemark, Tunesien und die Insel Lanzarote, aber auch Tirol, Frankreich und Spanien.
1998 starb seine Ehefrau Gisela. Ab 2002 war Lehner gezwungen, wegen der zunehmenden Verschlechterung seiner Sehkraft die Malerei aufzugeben. Am 22. Oktober 2006 starb er in seinem Atelier in Heidgraben.

## Werk
Nach Experimenten mit Lithographie, Linoldruck und Ölmalerei waren Lehners bevorzugte Techniken der späteren Jahre Aquarell- und Kaseinmalerei, Mischtechniken sowie Graphik. Nach einer sehr schweren Erkrankung Anfang der 90er Jahre setzte er malerisch noch einmal vollkommen neu an und gestaltete großformatige Bilder von eindrucksvoller Tiefe und Leuchtkraft.
Zwei seiner Entwürfe sind Metallskulpturen Kunst am Bau an der Schwimmhalle in Uetersen und in einer Schule in Tornesch.
Viele seiner Werke sind gekennzeichnet durch einen klaren, reduzierten Pinselstrich und ausdrucksvolle Farbigkeit. Bevorzugte Themen sind Porträts, Landschaften und Tiere, insbesondere Kühe und Pferde, deutlich geprägt durch die Erinnerungen an seine verlorene Heimat.

## Auszeichnungen
- 1997: Deutsch-Kroner-Kulturpreis[1]